# Alpenrock
Alpenrock ist ein Musikstil, bei dem sich musikalische Elemente und Instrumente der traditionellen Volks- und volkstümlichen Musik mit der Rockmusik sowie Liedtexten in alpenländischen Dialekten verbinden.

## Geschichte
Seit den 1970er Jahren entstanden vergleichbare Richtungen in Bayern, Österreich und der Schweiz. Zu den ersten Vertretern zählten in Bayern Willy Michl, in der Schweiz die Gruppen Span und Rumpelstilz. Eine frühe Form des Alpenrock in Österreich war der Austropop mit Interpreten wie Wolfgang Ambros oder Rainhard Fendrich. Parallel zur Neuen Deutschen Welle in den 1980er Jahren erlebte der Austropop und Mundartrock eine zweite Phase. Mit der sogenannten Neuen Volksmusik seit den frühen 1990er Jahren wurde der Alpenrock, vertreten zum Beispiel durch Attwenger oder Hubert von Goisern, einem breiteren Publikum bekannt.
Eine einheitliche Definition gibt es jedoch nicht. Otto Staniloi, Bandmitglied der Spider Murphy Gang, sagte einmal, Alpenrock sei „eigentlich nichts wirklich Neues, aber er kombiniert die Elemente der deutschsprachigen modernen Musik (Volksmusik und Rock) neu. Die Urkraft und der Schwung der Volksmusik mit dem einprägsamen Rhythmus, der Präzision, der Härte, dem Zeitgeist und dem musikalischen Esprit der Rockmusik, gepaart mit witzigen Texten in bayerischem oder österreichischem Dialekt.“
Seit 2012 findet auch jährlich ein Festival unter dem Namen AlpRock statt, welches dieses Musikgenre bediente, sich jedoch mittlerweile weit von seinen Ursprüngen entfernt hat und nun eher rocklastige Bands auftreten lässt.
Alpenrock ist auch eine vierteilige Dokumentarfilm-Reihe, die die Regisseurin und Autorin Annette Hopfenmüller im Jahr 2002 für den ORF und den Bayerischen Rundfunk realisierte (Mitwirkende: Wolfgang Ambros, Konstantin Wecker, Hubert von Goisern, Spider Murphy Gang, Rainhard Fendrich, Georg Danzer u. v. a.).